# نت‌ایز
نت‌ایز (به انگلیسی: NetEase؛ به چینی: 网易) یک شرکت اینترنتی چینی که وبگاه www.163.com را اداره می‌کند. این وبگاه یکی از محبوبترین پورتال‌های وب دنیاست و بر اساس وبگاه الکسا در آوریل ۲۰۱۴ در جایگاه بیست و هفتم دنیا بود.
www.163.com یکی از بزرگ‌ترین رساننده‌های خدمات اینترنتی در چین است و بارها در لیست ۱۰ دامنه اینترنتی ارسال کنندهٔ هرزنامه قرار گرفته است.
این شرکت با شرکت کورسرا برای برگزاری دروس برخط در چین همکاری می‌کند.
شرکت نت‌ایز در ژوئن ۱۹۹۷ توسط دینگ لی تأسیس شد. این شرکت خدمات متنوعی از جمله محتوا، ارتباطات اجتماعی، تجارت الکترونیک و بازی‌های آنلاین را ارائه می‌دهد. نت‌ایز یکی از بزرگ‌ترین شرکت‌های اینترنتی و بازی‌های ویدیویی در جهان محسوب می‌شود و علاوه بر خدمات دیجیتال، چندین مزرعه پرورش خوک نیز در اختیار دارد. از جمله خدمات برجسته این شرکت می‌توان به سرویس موسیقی آنلاین NetEaseCloud Music و بازی‌هایی مانند Fantasy Westward Journey، Tianxia III و Heroes of Tang Dynasty Zero اشاره کرد. همچنین، این شرکت از سال ۲۰۰۸ تا ۲۰۲۳ نسخه چینی بازی‌های شرکت Blizzard Entertainment مانند World of Warcraft و Overwatch را مدیریت کرده است.
نت‌ایز توسط دینگ لی، یکی از کارآفرینان برجسته چینی، تأسیس شد و در مدت کوتاهی به دلیل سرمایه‌گذاری در فناوری موتور جستجو، رشد سریعی را تجربه کرد. در سال ۲۰۱۲، نام رسمی شرکت از "NetEase.com, Inc" به "NetEase, Inc" تغییر یافت. در طول سال‌ها، این شرکت با چالش‌هایی از جمله استعفای مدیران ارشد به دلیل گزارش‌های احتمالی نادرست درآمدهای تبلیغاتی و مذاکرات خرید با شرکت‌هایی مانند i-Cable Communications روبرو شده است.
دامنه 163.com، که وب‌سایت رسمی نت‌ایز است، از تاریخچه اولیه اینترنت چین الهام گرفته است، زمانی که کاربران برای اتصال به اینترنت از شماره‌گیری ۱۶۳ استفاده می‌کردند. این سایت در سال ۲۰۰۸ بیش از ۱٫۸ میلیون بازدیدکننده سالانه داشت و در سال ۲۰۱۰، به عنوان بیست و هشتمین سایت پربازدید در جهان توسط رتبه‌بندی Alexa شناخته شد. در آگوست ۲۰۲۳، نت‌ایز یک استودیوی بازی‌سازی آمریکایی با مدیریت افراد برجسته‌ای از Bethesda و BioWare تأسیس کرد که نشان از توسعه بین‌المللی این شرکت دارد.